# Oecetis harivamsa
Oecetis harivamsa är en nattsländeart som beskrevs av Schmid 1995. Oecetis harivamsa ingår i släktet Oecetis och familjen långhornssländor. Inga underarter finns listade i Catalogue of Life.